# 金剛唯一
金剛 唯一（こんごう ただいち、文化12年（1815年）- 明治17年）（1884年）は、シテ方金剛流猿楽師。二十一世金剛宗家。前名、右近氏成。幕末は石高は100石で芝飯倉5丁目に住していた。
江戸期から明治時代にかけて活躍、能楽復興に尽力する。『土蜘蛛』の千筋の糸を考案したことで有名。子に金剛兵衛氏善。